# Terra de Rupert

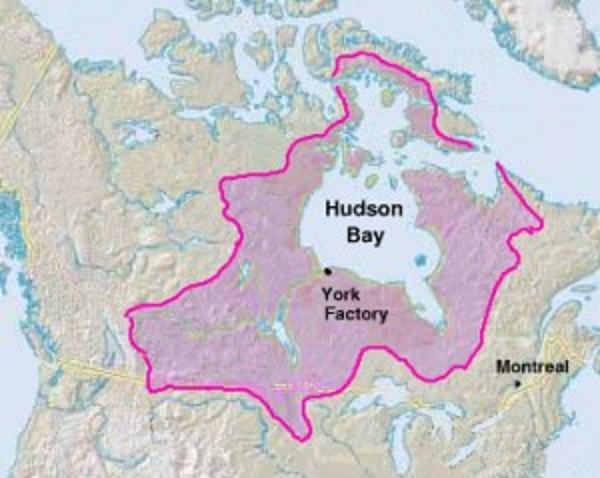
Terra de Rupert.

A Terra de Rupert foi um território que consistia em muito do atual Canadá. Era propriedade da Companhia da Baía de Hudson, uma companhia inglesa, e recebeu o nome do príncipe Ruperto do Reno, o primeiro governador da companhia. Uma lei aprovada pelo parlamento inglês deu à companhia o monopólio de uma gigantesca área, de 3,9 milhões de km², um terço do atual Canadá.
Em 1821, a North West Company of Montreal e a Companhia da Baía de Hudson foram fundidas. O território controlada pela nova companhia foi estendia até o Oceano Ártico ao norte e até ao Oceano Pacífico a oeste. Em 1870, o monopólio comercial da companhia da região foi abolida. A companhia então decidiu ceder a Terra de Rupert para o Canadá, com o novo nome de Territórios do Noroeste.